# Globe (Tuke & Bell)
Globe war eine britische Automobilmarke, die von 1913 bis 1916 von der Tuke & Bell Ltd. in Tottenham (London) hergestellt wurde. Die Fertigung fand außerdem bei F. Terrier in Frankreich statt. Konstrukteur war der Engländer J. H. Forster.
1913 erschien der Globe 8 hp. Das Cyclecar besaß einen Einzylindermotor von Aster mit 1039 cm³ Hubraum und hatte einen Radstand von 2185 mm. Darüber hinaus gab es noch eine Version mit Zweizylindermotor von J.A.P. und ein Modell mit einem Einbaumotor von Anzani. Die Kraftübertragung erfolgte wahlweise über Kette oder Riemen.
1916 verschwand die Marke wieder vom Markt.

## Modelle
| Modell | Bauzeitraum | Zylinder | Hubraum  | Radstand | Motorhersteller |
| ------ | ----------- | -------- | -------- | -------- | --------------- |
| 8 hp   | 1913–1916   | 1        | 1039 cm³ | 2185 mm  | Aster           |
|        | 1913–1916   | 2        |          |          | J. A. P.        |
|        | 1913–1916   | 1        |          |          | Anzani          |